# Massive Assault: Phantom Renaissance
Massive Assault: Phantom Renaissance (на Западе Massive Assault: Domination) — компьютерная игра в жанре пошаговой стратегии, созданная компанией Wargaming.net и выпущенная издателем DreamCatcher Interactive в 2005 году. В России известна под названием «Massive Assault: Расцвет лиги» и выпущена издателем «Акелла».

## Описание
Игра является сиквелом пошаговой стратегии Massive Assault. В основе сюжета лежит возобновившийся глобальный конфликт между Лигой и Союзом, разворачивающийся в отдаленных космических колониях.
Продолжая в сюжете и геймплее основные традиции классической версии Massive Assault, сиквел Massive Assault: Phantom Renaissance имеет несколько отличий:
- 2 новых режима: «Карьера» и «Штурм»
- 10 новых планет, включенных в мировые войны
- 20 сценариев для режима single player с новыми типами миссий
- 10 новых юнитов
- Режим онлайн-игры в стиле RTS
- Усовершенствованный искусственный интеллект
- Улучшенный трехмерный движок
- Новые визуальные эффекты
- Обновленная графика юнитов
- Совместимость с Massive Assault Network
- Поддержка локальной сети

## Отзывы
| Сводный рейтинг       | Сводный рейтинг |
| Агрегатор             | Оценка          |
| --------------------- | --------------- |
| GameRankings          | 69,21 %         |
| Иноязычные издания    |                 |
| Издание               | Оценка          |
| GameSpy               | [ 3 ]           |
| IGN                   | 7,2/10          |
| Jeuxvideo.com         | 14/20           |
| Русскоязычные издания |                 |
| Издание               | Оценка          |
| Absolute Games        | 92 %            |